# Erica trimera
Erica trimera là một loài thực vật có hoa trong họ Thạch nam. Loài này được (Engl.) Beentje mô tả khoa học đầu tiên năm 1990.